# Stara Sagora

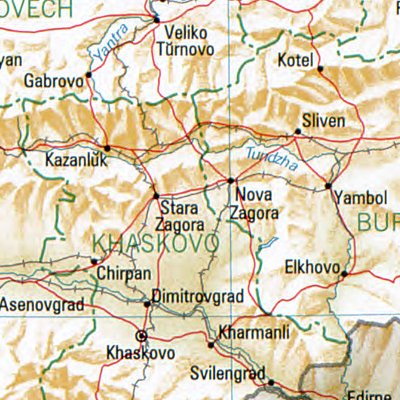
Stara Sagora – Bulgarien – Nachbarorte: Nowa Sagora, Sliwen, Jambol, Elchowo, Swilengrad, Charmanli, Chaskowo, Dimitrowgrad, Tschirpan, Assenowgrad, Kasanlak, Gabrowo, Weliko Tarnowo, Kotel

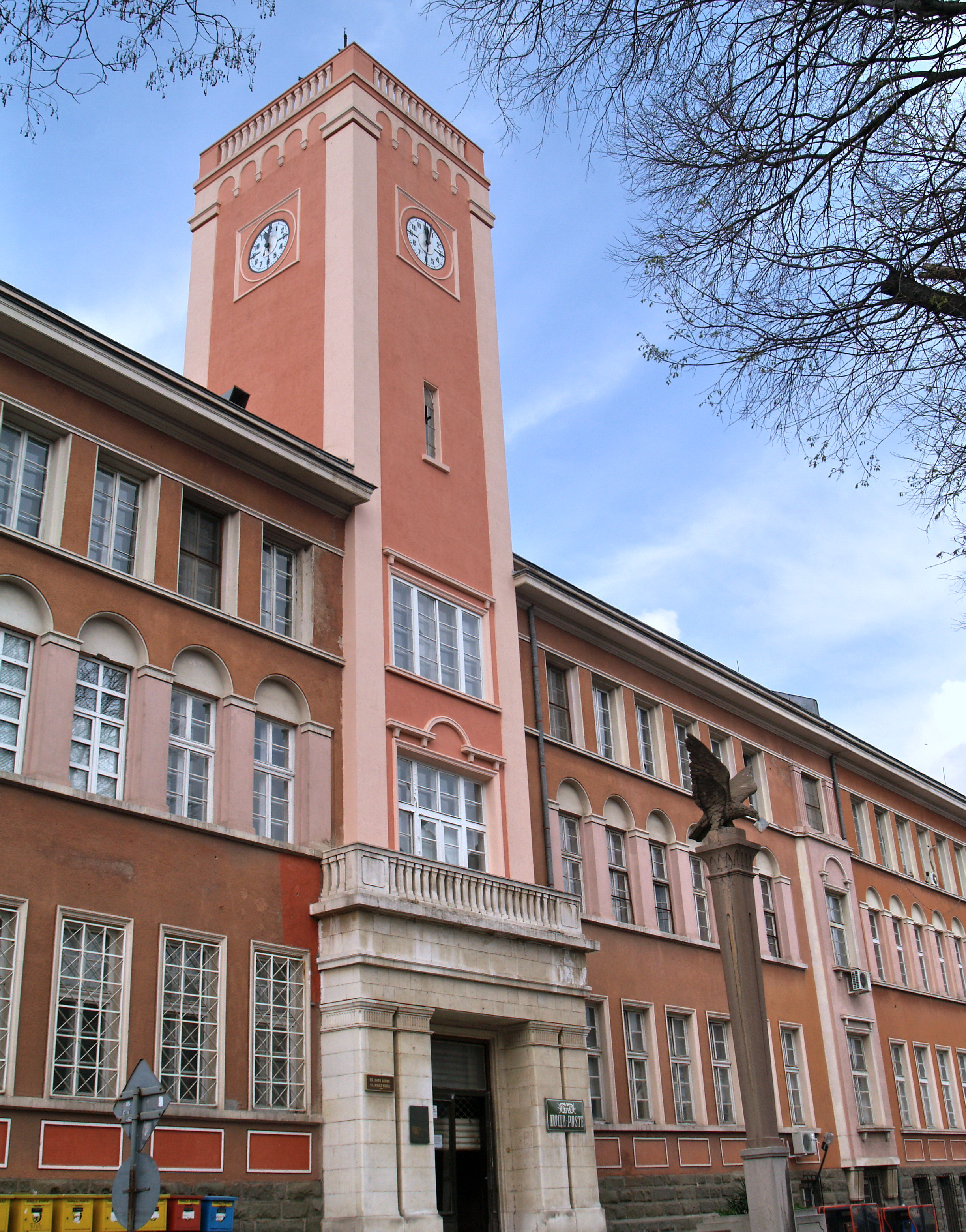
Das Postamt

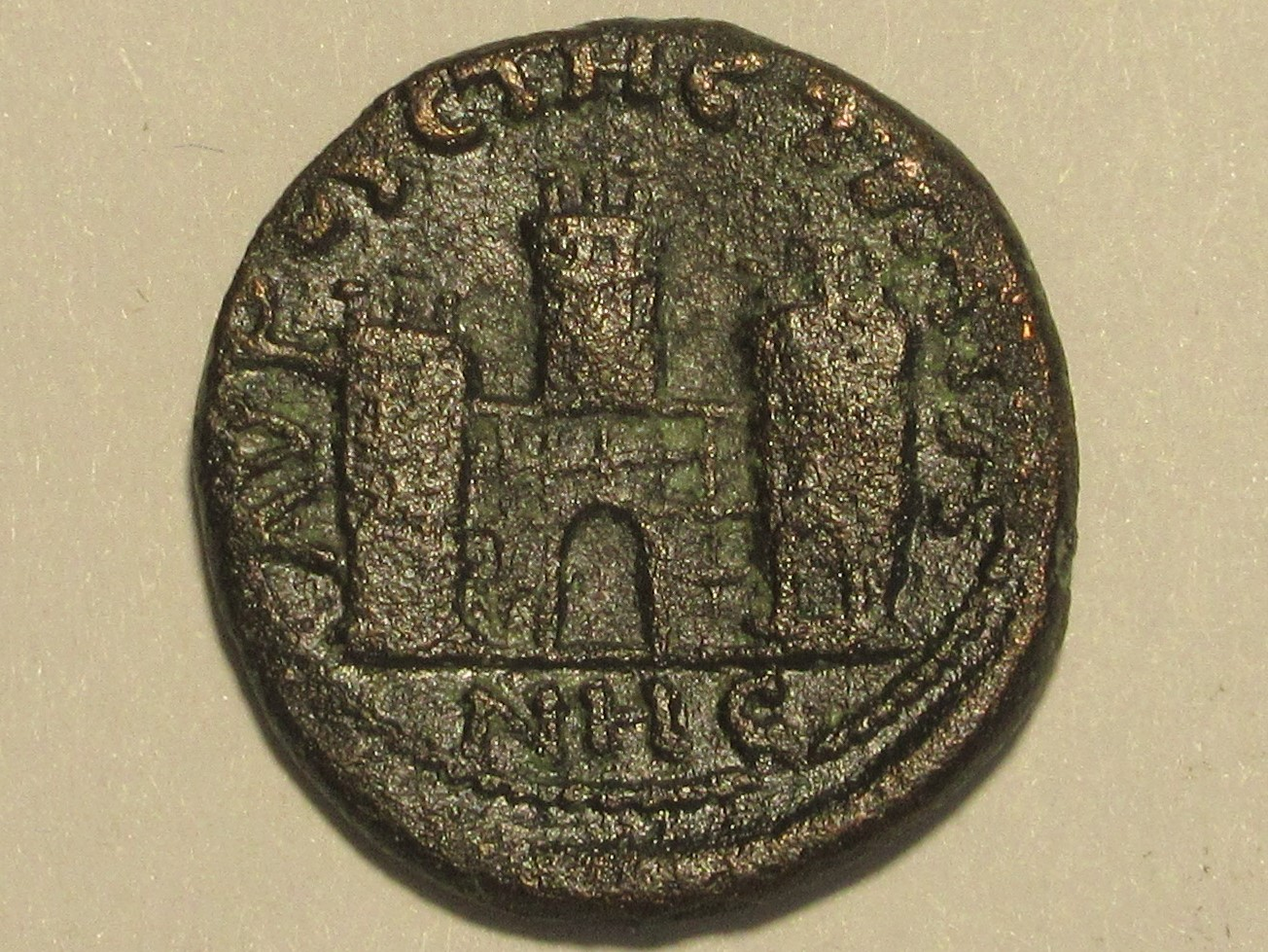
Antikes Stadttor von Augusta Traiana auf Münze, ca. 200 n. Chr.

Stara Sagora [ˈstarɐ zɐˈɡɔrɐ] (international meist Stara Zagora, bulgarisch Стара Загора) ist eine Stadt in Bulgarien mit 121.249 Einwohnern (Stand: 31. Dezember 2024) und damit eine der größten Städte in der Oberthrakischen Tiefebene. Sie ist Zentrum der gleichnamigen Gemeinde und der Provinz Stara Sagora.
Stara Sagora ist ein wichtiger Straßen- und Eisenbahnknotenpunkt sowie Verwaltungs-, Industrie-, Landwirtschafts- und kulturelles Zentrum des Gebietes, mit Universität, Opernhaus, Gemäldegalerie sowie mehreren Forschungsinstituten. Ihr Beiname ist „Stadt der Poeten und der Linden“.

## Geschichte
Auf dem heutigen Stadtgebiet befand sich im Altertum (5./4. Jahrhundert v. Chr.) eine thrakische Siedlung, Beroe oder Beroia genannt. Damals wurden hier Kupfer und Zinn gefördert; ein günstiges Mikroklima begünstigte die Landwirtschaft. Die Römer bauten die Ortschaft zur Festung Augusta Traiana aus. Sie lag am Schneidepunkt verschiedener Handelswege. Damals lebten vor allem Griechen, Römer und Thraker in der Stadt. Zu dieser Zeit verfügte die Stadt über Bäder, Kanalisation und Villen.
Ab dem 6. Jahrhundert wurde sie Vereja genannt und Ende des 8. Jahrhunderts nach der byzantinischen Kaiserin Irinopolis. Später nannten sie die Bulgaren Boruj und Schelesnik, die Türken Eski Hisar (osmanisch اسكى حصار, ‚alte Festung‘) und Eski Zagra (osmanisch اسكى زغره), von dem der heutige Name der Stadt abgeleitet ist. Seit 1871 trägt sie ihren heutigen Namen.
Zu Zeiten des Osmanischen Reiches war die Stadt berühmt für ihre Seiden-, Leder- und kupferverarbeitende Industrie. Viele Moscheen wurden errichtet, darunter die große Eski-Moschee. Mehrmals wurde die Stadt niedergebrannt. Während des Stara-Sagora-Aufstandes 1875 und des Aprilaufstands 1876 fanden bei Stara Sagora erbitterte Kämpfe statt.
Im Zuge des Russisch-Osmanischen Krieges (1877–1878) gelang es den vordersten russischen Truppen, geführt von General Josef Gurko über den kleineren, unbewachten Pass Chainboas das Balkangebirge zu überqueren und Stara Sagora am 22. Juli 1878 einzunehmen. Dadurch konnten die Russen einen wichtigen Stützpunkt für weitere Angriffe auf der Südseite des Gebirges in Richtung Thrakien einrichten. Die Stadt wurde jedoch nach schweren, blutigen Kämpfen am 31. Juli von den Türken unter dem türkischen Feldherren Süleiman Pascha zurückerobert. Während die russischen Truppen sich am Schipkapass verschanzten, befahl Süleiman Pascha, die Stadt in Brand zu setzen und die zurückgebliebene bulgarische Bevölkerung zu ermorden. Einigen Berichten zufolge wurden über 14.000 ermordet und weitere 10.000, vor allem junge Frauen, verschleppt. Wegen der Hitze und der Gefahr von Ausbreitung von Krankheiten flüchtete die überlebende türkische Bevölkerung aus der Stadt, so dass diese bei der erneuten Einnahme durch die Russen im Frühjahr menschenleer war.
Nach dem Berliner Kongress von 1878 wurde Stara Sagora erneut Teil des Osmanischen Reiches und in die neu konstituierte autonome Provinz Ostrumelien eingegliedert. Die Stadt wurde mit breiten rechtwinklig angeordneten Straßen wiederaufgebaut und erweitert. Die Stadt blieb bis September 1885 osmanisch, als die osmanische Provinz Ostrumelien sich nach einem Militärputsch mit dem Fürstentum Bulgarien zusammenschloss.
Inzwischen ist die Stadt jedoch durch die Architektur der realsozialistischen Epoche geprägt. Über den Namen der thrakischen Vorläufersiedlung ist die Stadt seit 2005 Namensgeber für den Beroe Hill, einen Hügel auf der Livingston-Insel in der Antarktis.

## Bevölkerung

### Bevölkerungsstruktur
Im Frühjahr 2011 erfolgte die bisher letzte Volkszählung, welche gleichzeitig die erste nach der Aufnahme Bulgariens in die Europäische Union war. Da sie EU-Vorgaben unterlag, gab es die Möglichkeit, Fragen nach ethnischer und religiöser Zugehörigkeit sowie nach der Muttersprache nicht zu beantworten. 126.554 Bürger von Stara Sagora beantworteten die Frage nach der ethnischen Zugehörigkeit, von ihnen bezeichneten sich 117.963 als Bulgaren, 1965 als Türken, 5430 als Roma und 579 gaben eine weitere ethnische Zugehörigkeit an.

### Einwohnerentwicklung
Die wechselnden Einwohnerzahlen resultieren teilweise auch aus dem jeweiligen Gebietsstand.
| Jahr   | Einwohner |
| ------ | --------- |
| 1934 ¹ | 30.776    |
| 1946 ¹ | 38.325    |
| 1956 ¹ | 56.177    |
| 1965 ¹ | 88.621    |
| 1975 ¹ | 122.277   |

| Jahr   | Einwohner |
| ------ | --------- |
| 1985 ¹ | 150.302   |
| 1992 ¹ | 150.518   |
| 1996 ³ | 148.377   |
| 2001 ¹ | 143.420   |
| 2004 ³ | 141.489   |

| Jahr   | Einwohner |
| ------ | --------- |
| 2007 ³ | 140.303   |
| 2009 ³ | 140.456   |
| 2011 ¹ | 138.272   |
| 2012 ³ | 138.387   |
| 2021 ³ | 122.536   |

Die Zahlen stammen von:
- Volkszählungen (¹),
- Schätzungen (²) oder
- amtlichen Fortschreibungen der Statistischen Ämter (³).

## Sport
Der Beroe Stara Sagora spielt in der Saison 2012/13 in der Ersten bulgarischen Liga. Er ist Bulgarischer Meister von 1986 sowie Bulgarischer Pokalsieger von 2010 und 2013. Die Heimspiele werden im Beroe-Stadion ausgetragen.
Stara Sagora ist einer der Austragungsorte der 2015 in Bulgarien stattfindenden U-17-Fußball-Europameisterschaft.

## Bildung
- Trakische Universität Stara Sagora
- Medizinische Universität Stara Sagora

## Besondere Bauwerke
In der Nähe von Stara Zagora betrieb der Bulgarische Rundfunk eine Mittelwellensendeanlage. Die Sendeanlage ging 1936 in Betrieb und verwendete einen 88 Meter hohen selbststrahlenden Blaw-Knox-Sendeturm sowie zwei gegen Erde isolierte, abgespannte Stahlfachwerkmasten gewöhnlicher Bauart als Sendeantenne. Weitere Blaw-Knox-Sendetürme sind in Europa nur noch in Wakarel, Bulgarien, Lisnagarvey, Nordirland und Lakihegy, Ungarn zu finden. Am 7. April 2013 wurde die Sendeanlage abgeschaltet.

## Söhne und Töchter der Stadt
- Iwan Salabaschew (1853–1924), Mathematiker, Politiker und Diplomat
- Andrei Toschew (1867–1944), Politiker, Diplomat und Ministerpräsident von Bulgarien
- Wassil Dimow (1878–1941), Maler, Restaurator und Kunstkritiker
- Bogdan Filow (1883–1945), Ministerpräsident von Bulgarien
- Nikolai Liliew (1885–1960), Dichter
- Geo Milew (1895–1925), Literaturkritiker und Dichter
- Petko Stajnow (1896–1977), Komponist
- Ruscha Deltschewa (1915–2002), Schauspielerin
- Dimitar Usunow (1922–1985), Sänger
- Naum Schopow (1930–2012), Schauspieler
- Anna Tomowa-Sintow (* 1941), Sopranistin
- Iwanka Wenkowa (* 1952), Sprinterin
- Nikolaj Denkow (* 1962), Physiker, Physikochemiker und Chemiker
- Nasko Sirakow (* 1962), Fußballspieler
- Wesselina Kassarowa (* 1965), Sopranistin
- Vesselin Stoykov (* 1973), bulgarisch-deutscher Opernsänger
- Iliana Iwanowa (* 1975), Politikerin
- Antonij (Michalew) (* 1978), Metropolit für West- und Mitteleuropa der unabhängigen Bulgarisch-Orthodoxen Kirche
- Anelija (* 1982), Popfolk-Sängerin
- Petja Nedeltschewa (* 1983), Badmintonspielerin
- Adriana Nikolowa (* 1988), Schachspielerin
- Welislawa Dimitrowa (* 1993), Fußballspielerin